# Synod w Ancyrze
Synod w Ancyrze – synod kościoła wschodniego, jaki odbył się w 314 r. w Ancyrze, stolicy rzymskiej prowincji Galacji (dziś Ankara, stolica Turcji).
- Dziesiąty kanon głosi:

Diakoni, którzy w chwili przyjmowania święceń zadeklarowali i stwierdzili, że chcą zawrzeć małżeństwo, gdyż nie mogą żyć w celibacie, jeśli później ożenią się, mogą nadal pełnić swe funkcje, ponieważ biskup udzielił na to zgody. Ci jednak, którzy nie zgłosili zastrzeżenia i przyjęli święcenie zgadzając się zachować bezżenność, a później się ożenili, powinni zostać złożeni z funkcji diakońskich.

- Szesnasty kanon określa kary dla chrześcijan praktykujących zoofilię.

- Kanon siedemnasty potępia chrześcijan, którzy praktykowali zoofilię lub mieli relację seksualną z trędowatą kobietą.

- Osiemnasty kanon przyznawał wiernym prawo sprzeciwiania się nominacji biskupa, którego sobie nie życzyli.

- Kanon 22 określał kary dla zabójców z premedytacją.

Prawdopodobnie na synodzie był obecny Marceli z Ancyry.